# Kiss József (költő)
Kiss József (Mezőcsát, 1843. november 30. – Budapest, 1921. december 31.) magyar költő, szerkesztő, a Petőfi Társaság tagja.

## Élete
Apja Klein István szegény zsidó falusi boltos, anyja a pogromok elől Magyarországra menekült litván zsidó kántortanító leánya volt. 1850-ben a család a Gömör és Kishont vármegyei Serkére költözött, ahol apja mint regalebérlő gazdálkodott. Fia itt ismerkedett meg az irodalommal Almási Balogh Sámuel református pap segítségével. Szülei rabbinak szánták, Miskolcon kezdett tanulni. 13 éves korában (1856) Bécsbe szökött. Hazatérte után a rimaszombati gimnáziumban, majd a Debreceni Református Kollégiumban tanult tovább. 1862-ben abbahagyta a tanulást, 5 évig (1862–1867) vándortanító volt az alföldi városokban. 1867-ben, amikor kimondták a zsidók emancipációját, Pestre ment, hogy kiadassa verseit. A Deutsch-féle nyomdában korrektorként dolgozott, 1870 és 1873 között a nyomda kiadásában megjelenő Képes Világ című lap szerkesztője volt, amelyet Vértesi Arnoldtól vett át.
1873. április 28-án nősült, egy rokonát vette el és eleinte sokat kellett küzdenie. 1874-ben súlyos beteg lett és a Budapesti rejtelmek című regényét ágyban írta tovább Budakeszin. Első sikerét 1875-ben aratta Simon Judit című balladájával, ami Toldy Ferenc kezébe került, aki a költeményt bemutatta a Kisfaludy Társaság ülésén. (1915-ben Mérei Adolf filmet forgatott a ballada alapján.) A költemény és vele a költő neve csakhamar országszerte ismertté vált, balladáit és egyéb verseit attól fogva jelentékenyebb érdeklődéssel fogadták.
1876-tól hat éven át a temesvári zsidó hitközség jegyzője volt. 1882-től ismét Budapesten élt mint a magyar–francia biztosítótársulat tisztviselője. Költői híre ezalatt nőttön-nőtt, különösen mint ballada-költő tűnt ki (Ágota kisasszony sat.), bár költeményeinek első kötete heves polémiára adott okot. Rákosi Jenő és a Budapesti Szemle között, mely Kiss költői működését szigorúan bírálta. Költeményeit németre is lefordították és Lewinsky Budapesten és másutt is hatással szavalta.
A fővárosba költözése után a pesti izraelita hitközség magyar egyházi énekek szerzésével bízta meg és Kiss a régi zsoltár-eszméket modern foglalatban sok egyéni felfogással dolgozta fel. Dogmatikus észrevételek merülvén fel az énekek ügyében, a szerző a kivánt változásokat nem teljesítette, hanem inkább lemondott a kitűzött jutalomról és arról, hogy művét énekkönyvvül elfogadják; maga adta ki énekeit Ünnepnapok címmel. Amikor a magyar-francia biztosítótársaság 1889-ben megbukott, Kiss ismét állás nélkül maradt. 1890-től A Hét című folyóirat alapító szerkesztője, ami a Nyugat előfutára volt. Ezzel kezdődik a modern magyar irodalom története.
A Petőfi Társaság 1877-ben, a Kisfaludy Társaság 1914-ben tagjává választotta. Pályája kezdetén balladákat írt. Ezek a falusi zsidóság életét ábrázoló tematikájukkal keltettek feltűnést. Később abbahagyta a műfajt, új témájává a város, a modern ember problémái lettek. Leghíresebb verse az 1905-ös orosz forradalom hatására íródott. Verseiből egy egész ciklust megzenésített Szelle Károly. Sírja a Salgótarjáni utcai izraelita temetőben található Budapesten. Hagyatékát az 1937-ben alapított Kiss József Múzeum őrizte Miskolcon; a gyűjtemény a II. világháború során megsemmisült.

## Művei
- Zsidó dalok; Deutsch, Pest, 1868

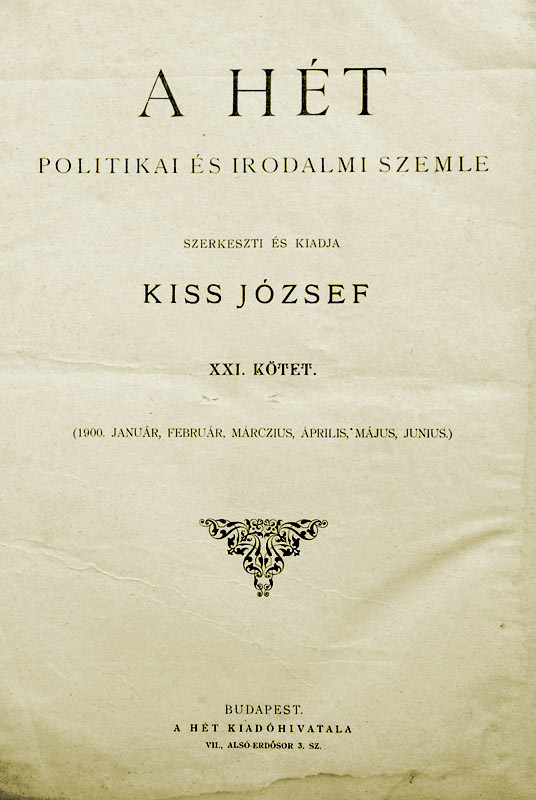
"A Hét képes szépirodalmi hetilap volt, szerkesztője Kiss József, középszerű epigon költő, de olyan szerkesztői tehetség, akit csak az egy Osvát Ernő múlt felül. Lapja rövidesen orgánuma lett mindazoknak, akikben az új polgári szellem irodalmi formát öltött, de hordozta a régebbi nemzedékek kritikusabb elméit is." Szerb Antal

- Kiss József költeményei. 1868–1882; 3. bőv. kiad.; Ráth Mór, Bp., 1882
- Kiss József költeményei; szerzői, Bp., 1876
- Szentesi Rudolf: Budapesti rejtelmek. Eredeti regény nyolcz kötetben, 1-2.; Deutsch testvérek, Pest, 1874 (Képes regénytár) 
  - 1. A lélekvásárlók
  - 2. Milliomok ura
- Kiss József költeményei. 1868–1881; 2. bőv. kiad.; Grill, Bp., 1882
- Mese a varrógépről; Dobrowsky-Franke, Bp., 1884
- Ünnepnapok; Révai, Bp., 1888
- Kiss József újabb költeményei. 1883–1889; Révai, Bp., 1891
- Kiss József költeményei; Révai, Bp., 1897
- Kiss József összes költeményei; Singer és Wolfner, Bp., 1899 Online
- Levelek hullása; Singer-Wolfner, Bp., 1908
- Legendák a nagyapámról. A költő arczképével; A Hét, Bp., 1911
- Kiss József háborús versei; A Hét, Bp., 1915
- Avar; Athenaeum, Bp., 1918
- Esteledik, alkonyodik; Pantheon, Bp., 1920
- Kiss József összes költeményei, 2-3.; Singer-Wolfner, Bp., 1920–1930
  - 2. 1898–1913; 1920
  - 3. 1914–1920; 1930
- Utolsó versek. 1920–1921; Athenaeum, Bp., 1924
- Jokli; Garai Ny., Bp., 1925 (Menóra könyvek)
- Kiss József és kerek asztala. A költő prózai írásai és kortársainak visszaemlékezései; Kiss József prózai munkáinak Kiadóvállalata, Bp., 1934
- Tüzek. Válogatott versek; sajtó alá rend., bev. Komlós Aladár; Szépirodalmi, Bp., 1961
- Ó mért oly későn. Levelek Kiss József életrajzához; sajtó alá rend. Scheiber Sándor, Zsoldos Jenő, bev. Seifert Géza; Magyar Izraeliták Országos Képviselete, Bp., 1972
- Kiss József összegyűjtött versei; sajtó alá rend., jegyz. Hegedős Mária; Argumentum, Bp., 2001
- Kiss József háborús versei; szerk. Marton Jenőné, Kovács Andrásné, Simor András; Táncsics Gimnázium, Bp., 2002 (Táncsics-sorozat)
- Kiss József ‒ Komjáthy Jenő ‒ Reviczky Gyula: Meg tudnék halni ‒ Antológia ‒ Interpopulart, Szentendre, 1995. 99 p. ‒ ISBN 963-613-136-8
- Kiss József válogatott versei ‒ Válogatta: Válas György ‒ Bővített változat ‒ 2014 (Legendák a nagyapámról ‒ 1926)
- Ágota kisasszony
- Gedővári asszonyka
- Knyáz Potemkin[8]
- Odessza
- Oh, miért oly későn
- Tűzek (1861)
- Simon Judit (1875)
- Dalaim (1876)
- De profundis (1876)
- Az ár ellen (1882)
- Jehova (1887)
- Stanzák (1902)
- A gnóm (1915)

## Képtár
- Kiss József összes költeményei (1908)
- Kiss József arcképe összes költeményeinek 1908-as kiadásában
- Kiss József összes költeményei 1898-1913 (1924) borító
- Kiss József összes költeményei 1898-1913 (1924) címlap
- Korabeli hirdetés
- Korabeli hirdetés

## Kapcsolódó szócikk
- Magyar szabadkőművesek listája
- Somló Erzsi